# Miếu Thượng (Đặng Xá)
Miếu Thượng Đặng Xá là ngôi miếu thờ thần Linh Lang Bạch Mã được dựng từ triều nhà Đinh, là một trong 3 di tích lịch sử có liên quan đến thời gian khởi nghiệp dẹp loạn 12 sứ quân thống nhất đất nước của Hoàng Đế Đinh Tiên Hoàng tại thôn Đặng Xá, Xã Văn Xá, thị xã Kim Bảng Hà Nam. Đền tọa lạc tại đầu thôn, nơi tiếp giáp của 3 thôn: Đặng Xá, Điền Xá và Tranh Thôn.

## Lịch sử
Sự tích cho biết rằng:
"Xưa Cao Biền Nhà Đường, làm An Nam đô hộ phủ, khi xây thành Đại La, một hôm đi ra chơi cửa Đông, thấy mây năm sắc từ đất đùn lên, ánh sang chói mắt, có bậc dị nhân cưỡi con rồng đỏ, tay cầm kim- giảm, lượn lờ theo mây, hồi lâu chẳng lặn. Biền kinh sợ định yểm. Đêm đến Biền nằm mơ thấy một vị thần tướng cưỡi ngựa trắng, từ trên trời tới thẳng Cao Biền mà nói rằng:”  Ta là thần Long Đỗ ở đây đã lâu, nghe tin ông xây thành Đại La, nên đến gặp nhau cớ sao phải yểm”. Biền kinh sợ giật mình tỉnh giấc than rằng:” Ta  chẳng thể chinh phục được người phương xa sao! Cớ sao mà đến nối có yêu quái như vậy!”. Bèn làm bùa bằng đồng để yểm. Đêm đó mưa to sấm chớp đùng đùng. Hôm sau ra xem thì thấy bùa đồng đều bị nát thành tro bụi. Biền càng thấy làm lạ, bèn dựng miếu ở cửa Đông để thờ và sắc phong cho Ngài làm Linh Lang Bạch Mã Tôn Thần.”
Tới khi Đinh Bộ Lĩnh khởi nghiệp dựng nước, đã đến vùng Cổ Bảng (Kim Bảng ngày nay) và xã Đặng Xá, chiêu mộ binh mã, tích trữ lương thảo, trực tiếp cầm quân dẹp loạn 12 sứ quân. Khi đưa quân đi dẹp loạn, Đinh Bộ Lĩnh đã tiến đến miếu thờ thần Linh Lang Bạch Mã, Thần chính là thần Long Đỗ, đền thờ tại phía đông thành Đại La. Đinh Bộ Lĩnh đến đền Bạch Mã ở thành Đại La làm lễ cầu đảo xin Thần phù hộ cho nước, cho được vạn sự thì sẽ phong sắc để biểu dương sự anh linh.
Khấn xong Đinh Bộ Lĩnh chia quân hai dường thủy, bộ cùng tiến, chiên trống đầu thuyền vang động ngàn non, cờ quạt trên đường phấp phới muôn khe, đại chiến một trận dẹp yên được Tất Châu lên ngôi Hoàng Đế ở động Hoa Lư…
Một hôm nhà vua bỗng nhiên thấy ngườI mỏI mệt, bèn tựa vào long sàng nửa tỉnh nửa say. Nhà vua bỗng thấy một ngườI tự xưng là Thần Bạch Mã báo mộng rằng: ‘’Thần đã vâng mệnh Hoàng Thiên, theo vua đánh giặc. Nay thiên hạ đã yên bình, nhà vua chưa lễ tạ, thế là không đúng lễ’’. nghe chưa dứt lời thì bỗng bừng tỉnh dậy. Biết Thần rất là linh ứng, liền phong tặng mĩ tự,phong là: Hộ Quốc Bảo Cảnh Linh Thông Tế Thế, Đô ĐạI Thành Hoàng Linh Lang Bạch Mã ĐạI Vương Thượng Đẳng Phúc Thần.
Đinh Tiên Hoàng sai sứ giả mang sắc phong Linh Lang Bạch Mã về xã Đặng xá, huyện Cổ Bảng. Phủ Lý Nhân - Đạo Sơn Nam, truyền cho nhân dân xây riêng đền để thờ phụng. Từ khi đó nhân dân phụng mệnh, xây dựng một ngôi đền để thờ Thần Linh Lang Bạch Mã.
Thời Lê Ngọa triều năm 1009, thiên hạ lại đại loạn, có người họ Lý, tên là Công Uẩn  đem quân binh đi dẹp , khi qua Đặng Xá thì mặt trời đã gác núi bèn dừng lại đóng quân. Đêm đó Công Uẩn mơ thấy vị thần rự xưng là Linh Lang Bạch Mã Đại Vương, nguyện đi phò tá. Hôm sau  Công Uẩn bèn làm lễ bái tạ.
Sau khi lên ngôi Hoàng Đế, lập nên triều đại nhà Lý, khi  vua  sắc phong mý tự cho bách thần, nhân đó nhớ lại chuyện mộng thần ở Đặng Xá ngày trước,  bèn sắc chỉ phong tặng thần Linh Lang Bạch Mã là Thượng đẳng Phúc Thần, sai quan tới Đặng Xá làm lễ cúng tế ở miếu Thượng..
Khi Vua Lý Thái Tổ dời đô từ Hoa Lư về Thăng Long vào năm 1010, vua cho xây thành Thăng Long, nhưng nhiều lần đắp lên lại bị sụp đổ. Nghe tiếng Thần Long Đỗ rất linh thiêng, vua liền tới miếu Thần Linh Lang Bạch Mã để cầu đảo, liền thấy một con ngựa trắng từ trong đền đi ra, đi đến đâu để vết chân đến đấy, xong xuôi ngựa quay về đền rồi… biến mất. Thấy vậy, vua liền cho xây thành theo đúng dấu chân ấy và thành công,
Tạ ơn thần linh trợ giúp, vua Lý bèn cho tạc tượng Ngựa trắng để thờ, sắc phong thần Long Đỗ làm “Quốc đô Định bang Thành Hoàng Đại Vương” và cho gọi tên ngôi đền thờ thần là “Bạch Mã linh từ” từ đó đền có tên Bạch Mã và được lưu truyền cho đến ngày nay.
Đến triều nhà Nguyễn, vua Đồng Khánh năm thứ 9, đã ban sắc phong cho Thần Linh Lang Bạch Mã được thờ ở miếu Thượng Đặng Xá là: Hàm Quang Thượng Đẳng Thần, đặc cách cho thờ phụng, để ghi nhớ ngay vui của nước và tỏ rõ biển lệ thờ tự.. Vua Duy Tân năm thứ 3 đã sắc chỉ cho Thần là: Linh thông Tế thế, Bảo an Chính trực, Hiệu thiện đôn ngưng Dực bảo trung hưng Linh Lang Bạch Mã.
Tước hiệu đầy đủ từ thời vua Đinh Tiên Hoàng đến triều Nguyễn đã sắc phong cho Ngài là:
Hộ Quốc Bảo Cảnh Linh Thông Tế Thế, Bảo An Chính Trực Hựu Thiện Đôn Ngưng, Dực Bảo Trung Hưng, Đô ĐạI Thành Hoàng Linh Lang Bạch Mã ĐạI Vương Hàm Quang,Thượng Đẳng Phúc Thần.

## Kiến trúc
Miếu Thượng thờ thần Linh Lang Bạch Mã hay còn goị là Bạch Mã, được khởi dựng từ thời vua Đinh Tiên Hoàng, sau nhiều lần được bà con dân làng thành tâm công đức để tu sửa, tôn tạo, nên hiện nay miếu vẫn còn giứ được dáng dấp cổ kính, với 3 gian nhỏ, toàn bộ tường được xây bằng gạch và được trát bằng lớp vữa xi măng, phần mái được lợp bằng ngói ta,, gần giống cốt cách về kiến trúc như đền Bạch Mã ở phố Hàng Buồm, Hà Nội ngày nay.
Nhìn tổng thể ngôi miếu uy nghi thần bí với 2 cột hai bên tường đầu của miếu, đỉnh cột đắp hình con Lân, biểu tượng của sự linh khí của ngôi miếu. Đây là dạng thức kiến trúc tiêu biểu cho các chùa, đền miếu, rất phổ biến trong kiến trúc cổ truyền của Việt Nam. Miếu được xây ở phía trong gò đất cao, trước miếu là một khoảng sân rộng, mát mẻ nhưng u tịch bởi tán lá nhiều cây cao được trồng từ nhiều năm.
Cổng vào miếu mới được xây,trên đỉnh cổng là đôi rồng chầu nhật nguyệt, dưới là cuốn thư được ghi: Miếu Thượng thôn Đặng. Bên trên cửa vòm được đắp nổi đôi chim loan phượng chầu mặt nguyệt. Hai bên trụ cổng phía trước được ghi đôi câu đối bằng nhữ nho và mỗi bên đều có một bức tranh nổi: Một bên là cây tùng, một bên là cây mai. Và phía trụ ngoài hai bên có tiếp đôi câu đối bằng chữ nho. Tạm dịch là: ‘’Xuân hạ thu đông, bốn mùa sai bông trĩu hạt, nhân khang vật thịnh, thiên niên thừa kế khuông sương."
Toàn bộ tường rào bao quanh đều được xây dưới đá trên gạch, từ cổng vào gian chính của miếu đều được lát gạch.